# Rob Guinn
Rob Guinn (né le 25 janvier 1976 à Ottawa, Ontario au Canada - mort le 12 juillet 2008 à Jefferson, Iowa aux États-Unis) est un joueur professionnel canadien de hockey sur glace.

## Carrière de joueur
Après une carrière junior dans la Ligue de hockey de l'Ontario, il joue quelques saisons au niveau universitaire avant de devenir professionnel lors de la saison 2000-2001. Il débute donc sa carrière avec le Stampede de Central-Texas avant de se joindre en cours de saison aux Jackals d'Elmira avec lesquels il passe trois saisons.
En 2003-2004, il évolue avec les Wildcatters du Texas de la ECHL avant de retourner dans la United Hockey League, cette fois avec les Komets de Fort Wayne. Par la suite, il joue quelques saisons, participant au Match des étoiles de la Ligue centrale de hockey en 2007.
En juillet 2008, il meurt à la suite d'un accident d'automobile en Iowa aux États-Unis.

## Statistiques
| Saison    | Équipe                             | Ligue |    | Saison régulière | Saison régulière | Saison régulière | Saison régulière | Saison régulière |   | Séries éliminatoires | Séries éliminatoires | Séries éliminatoires | Séries éliminatoires | Séries éliminatoires |
| Saison    | Équipe                             | Ligue | PJ | B                | A                | Pts              | Pun              | PJ               | B | A                    | Pts                  | Pun                  |                      |                      |
| 1993-1994 | Royals de Newmarket                | LHO   | 63 | 2                | 8                | 10               | 130              | -                | - | -                    | -                    | -                    |                      |                      |
| 1994-1995 | Sting de Sarnia                    | LHO   | 54 | 1                | 10               | 11               | 93               | 4                | 0 | 0                    | 0                    | 9                    |                      |                      |
| 1995-1996 | Sting de Sarnia                    | LHO   | 21 | 0                | 3                | 3                | 52               | -                | - | -                    | -                    | -                    |                      |                      |
| 1995-1996 | Bulls de Belleville                | LHO   | 22 | 0                | 4                | 4                | 29               | 7                | 0 | 1                    | 1                    | 0                    |                      |                      |
|           |                                    |       |    |                  |                  |                  |                  |                  |   |                      |                      |                      |                      |                      |
| 1998-1999 | Huskies de l'Université St. Mary's | SIC   | 26 | 2                | 9                | 11               | 42               | -                | - | -                    | -                    | -                    |                      |                      |
| 1999-2000 | Huskies de l'Université St. Mary's | SIC   | 21 | 2                | 9                | 11               | 30               | -                | - | -                    | -                    | -                    |                      |                      |
| 2000-2001 | Stampede de Central-Texas          | WPHL  | 34 | 2                | 11               | 13               | 44               | -                | - | -                    | -                    | -                    |                      |                      |
| 2000-2001 | Jackals d'Elmira                   | UHL   | 37 | 4                | 10               | 14               | 38               | 1                | 0 | 0                    | 0                    | 0                    |                      |                      |
| 2001-2002 | Jackals d'Elmira                   | UHL   | 74 | 8                | 33               | 41               | 79               | 14               | 0 | 1                    | 1                    | 24                   |                      |                      |
| 2002-2003 | Jackals d'Elmira                   | UHL   | 73 | 4                | 19               | 23               | 67               | 8                | 2 | 4                    | 6                    | 12                   |                      |                      |
| 2003-2004 | Blitz de Granby                    | LHSMQ | 4  | 0                | 0                | 0                | 4                | -                | - | -                    | -                    | -                    |                      |                      |
| 2003-2004 | Wildcatters du Texas               | ECHL  | 57 | 3                | 33               | 36               | 67               | -                | - | -                    | -                    | -                    |                      |                      |
| 2004-2005 | Komets de Fort Wayne               | UHL   | 80 | 7                | 25               | 32               | 88               | 18               | 1 | 5                    | 6                    | 16                   |                      |                      |
| 2005-2006 | Komets de Fort Wayne               | UHL   | 76 | 8                | 28               | 36               | 92               | 5                | 0 | 0                    | 0                    | 21                   |                      |                      |
| 2006-2007 | Scorpions du Nouveau-Mexique       | LCH   | 64 | 7                | 49               | 56               | 90               | 18               | 4 | 11                   | 15                   | 30                   |                      |                      |
| 2007-2008 | Prairie Thunder de Bloomington     | LIH   | 55 | 1                | 11               | 12               | 48               | -                | - | -                    | -                    | -                    |                      |                      |
| 2007-2008 | Oilers de Tulsa                    | LCH   | 10 | 0                | 1                | 1                | 10               | -                | - | -                    | -                    | -                    |                      |                      |

## Trophées et honneurs personnels
- 2007 : participa au Match des étoiles de la Ligue centrale de hockey